# Guillermo D'Nelson May
Guillermo D'Nelson May (15 de agosto de 1954) es un deportista cubano que compitió en judo. Ganó dos medallas de oro en los Juegos Panamericanos en los años 1979 y 1983, y una medalla de oro en el Campeonato Panamericano de Judo de 1978.

## Palmarés internacional
| Juegos Panamericanos    | Juegos Panamericanos     | Juegos Panamericanos | Juegos Panamericanos |
| Año                     | Lugar                    | Medalla              | Categoría            |
| ----------------------- | ------------------------ | -------------------- | -------------------- |
| 1979                    | San Juan (Puerto Rico)   | Medalla de oro       | –71 kg               |
| 1983                    | Caracas (Venezuela)      | Medalla de oro       | –71 kg               |
| Campeonato Panamericano |                          |                      |                      |
| Año                     | Lugar                    | Medalla              | Categoría            |
| 1978                    | Buenos Aires (Argentina) | Medalla de oro       | –71 kg               |